# NRZI
No retorn a zero invertit (NRZI) És una manera de codificar un senyal binari en un senyal digital per a transmetre-la per un mitjà. Els senyals NRZI de dos nivells tenen una transició si el bit que s'està transferint és un zero lògic i no el tenen si el que es transmet és un u lògic.
És el codi que representa únicament els “1” per un canvi en el signe de la polaritat del medi magnètic. Els senyals mantenen nivells de tensió constants, sense transicions de senyal (sense retorn a un nivell de tensió zero), però interpreten la presència de dades en començar un interval de bit com una transició de senyal, i la manca de dades com una manca de senyal transició.

A la lògica positiva NRZ, l'estat baix es representa amb la tensió més negativa o menys positiva, i l'estat alt es representa per la tensió menys negativa o més positiva. Alguns exemples són:
0 lògic = +0,5 volts
Lògica 1 = +5,0 volts
0 lògic = -3,0 volts
Lògica 1 = 0,0 volts

A la lògica negativa NRZ, l'estat baix es representa per la tensió més positiva o menys negativa, i l'estat alt es representa per la tensió menys positiva o més negativa. Alguns exemples són:
0 lògic = +5,0 volts
Lògica 1 = +0,5 volts
0 lògic = 0,0 volts
Lògica 1 = -3,0 volts

Algunes persones es pregunten per què el nom d'aquest mode està precedit per "no" quan un dels estats lògics es pot representar amb voltage zero. La resposta es fa evident a partir de la definició comparativa de RZ (retorn a zero).

## Usos
És un codi molt similar a l'usat en els CD, els usb i en Fast Ethernet.

## Exemple
Per exemple, si tenim un flux d'informació que conté la seqüència "10110010" i suposem que s'inicia el senyal a nivell alt, els nivells transmesos amb NRZI són "alt, baix, baix, baix, alt, baix, baix, alt".

## Algorisme
Podem generalitzar el mètode per a passar d'una sèrie en binari a una cronograma de la següent forma:
If (El bit és 0)
```
El senyal es manté tal com aquesta; 
```

Else // El bit és 1
```
El senyal vari*;
```

- Si aquesta en nivell baix passa a nivell alt i per contra si aquesta en nivell alt passa a nivell baix (augmenta/descendeix de potencial).

## Codis similars
Retorn a zero invertit (RZI) és un altre mètode de transmissió, si bé, menys usat.
En aquests codis el senyal presenta un pols (més curt que un cicle de rellotge) si el senyal binari és un zero, i no presenta cap pols si el senyal binari és un u.
S'utilitza en el serial infraroig IrDA (SIR)